# Krążownik minowy
Krążownik minowy – historyczna klasa okrętów walki minowej. Łączyła cechy krążowników (duże rozmiary, spora prędkość, dość silne uzbrojenie, czasami opancerzenie) i stawiaczy min (przystosowanie do zabierania i stawiania dużej liczby min jako ich podstawowa rola).

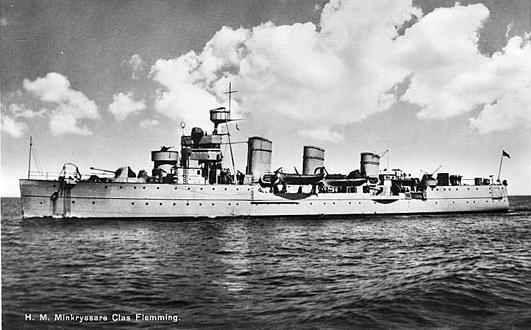
Szwedzki krążownik minowy HMS "Clas Fleming"

Określenie to używane było jedynie w niektórych państwach w XX wieku na duże, stosunkowo szybkie i silnie uzbrojone stawiacze min. Poza wielkością, okręty te jednak zwykle nie miały wiele wspólnego z klasą krążowników - miały znacznie słabsze od nich uzbrojenie i opancerzenie, a najczęściej w ogóle nie były opancerzone. Miały jednak więcej cech ofensywnych od wczesnych stawiaczy min, które były okrętami wyspecjalizowanymi tylko do transportu i stawiania min. W miarę wzmacniania uzbrojenia nowo budowanych w okresie międzywojennym dużych stawiaczy min (jak np. „Olav Tryggvason”, ORP „Gryf”, HMS „Abdiel”), rozróżnienie między nimi a krążownikami minowymi stało się nieostre i zależało w głównej mierze od klasyfikacji w danym państwie.

## Przegląd

### Okręty klasyfikowane jako krążowniki minowe

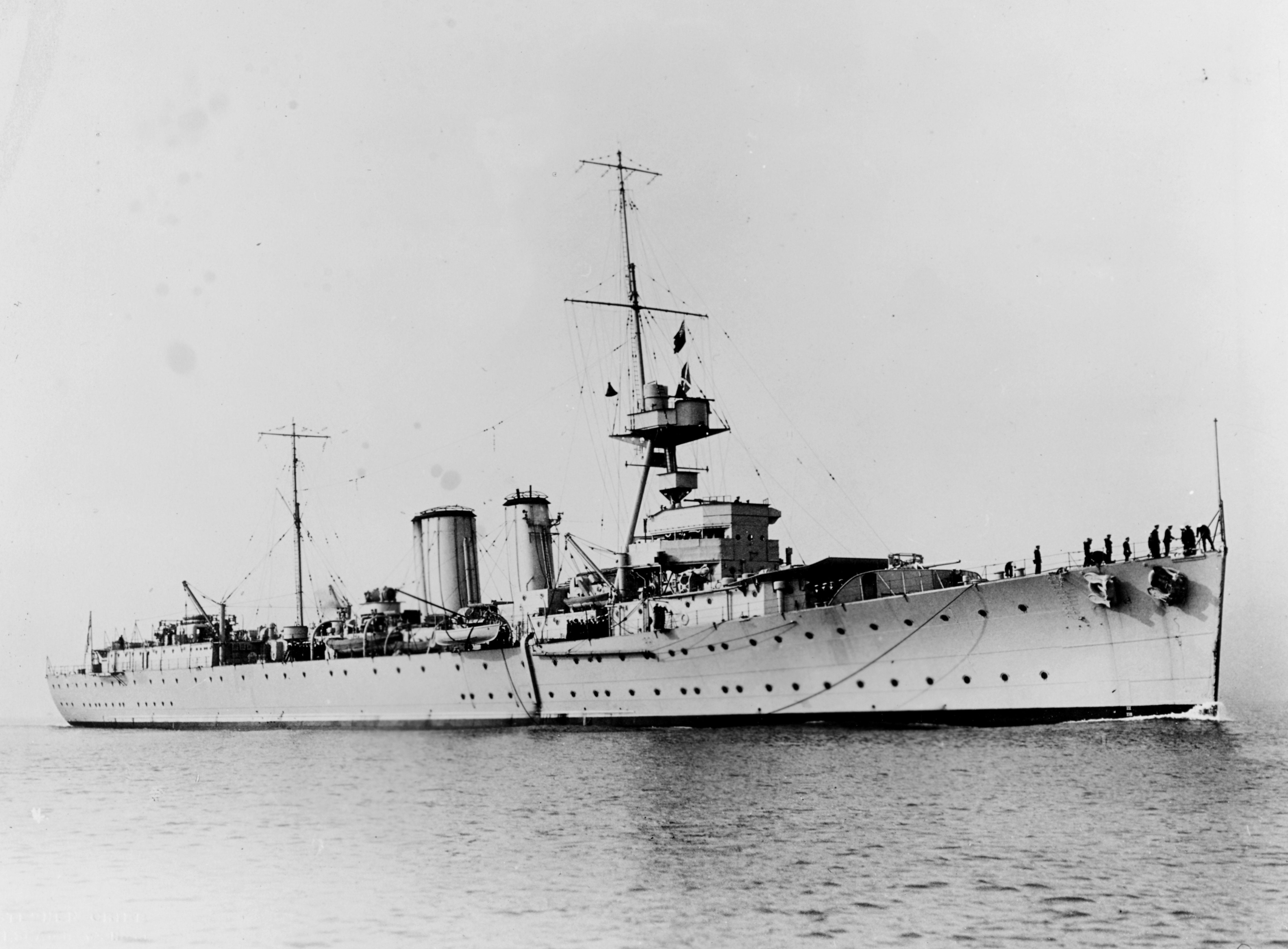
HMS „Adventure”

W 1916 roku, podczas I wojny światowej weszły do służby dwa niemieckie krążowniki minowe typu Brummer, o wyporności 4385 t, szybkości maksymalnej 28 węzłów i uzbrojeniu głównym w 4 działa 150 mm i 400 min oraz lekkim opancerzeniu. Jako krążowniki minowe przeklasyfikowano jednak też w 1914 roku dwa niemieckie nieopancerzone stawiacze min typu Nautilus (wyporność pełna do 2500 ton, prędkość 20 w, 8 dział 88 mm, 200 min).
W 1926 wszedł do służby brytyjski krążownik minowy HMS „Adventure” (wyporność standardowa - 6740 ton, szybkość maksymalna 28 węzłów, uzbrojenie - 4 działa kalibru 120 mm, 280 min). Okręt ten miał jedynie lekkie opancerzenie i nie był zbyt udany, także z powodu dużych rozmiarów. 
Znanym krążownikiem minowym był francuski „Pluton” z 1931 roku (wyporność standardowa - 5300 ton, szybkość maksymalna 30 węzłów). Klasyfikowany był jako krążownik – stawiacz min (fr. croiseur mouilleur de mines). Zabierał do 270 min i miał dość silne, chociaż i tak słabsze niż krążownik, uzbrojenie artyleryjskie - 4 działa kalibru 138 mm. Nie był natomiast opancerzony. Zatonął 13 września 1939 w Casablance na skutek wybuchu min. 
Jako krążownik minowy (minkryssare) klasyfikowany był szwedzki HMS „Clas Fleming” z 1914 roku - pomimo małych rozmiarów (1550 ton), miał on typowy dla wczesnych krążowników pokład pancerny grubości 25 mm (uzbrojenie 4 działa 120 mm, ok. 190 min, szybkość 20 w.). 

### Inne wielkie stawiacze min

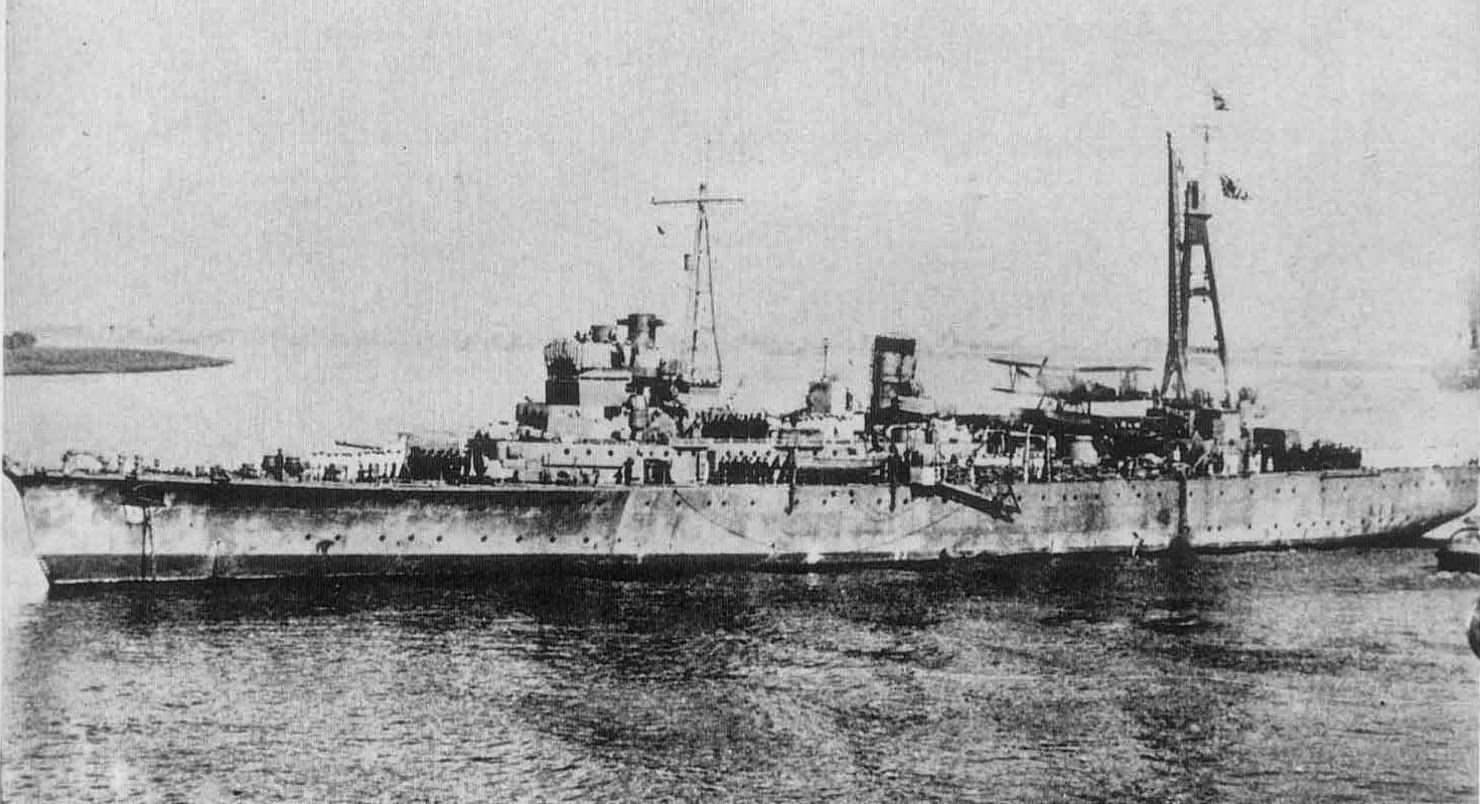
„Okinoshima”

Zbliżone wielkością do krążowników minowych stawiacze min, nie klasyfikowane jednak w ten sposób, budowano w okresie międzywojennym w Japonii - pierwszym z nich był „Itsukushima” o wyporności 2408 ton i uzbrojony w 3 działa 140 mm i 300 min, lecz rozwijał niewielką prędkość 17 węzłów. „Okinoshima” o wyporności 4400 t był silnie uzbrojony w 4 działa 140 mm i 500 min, zabierał także wodnosamolot (prędkość 20 w). Będący jego rozwinięciem „Tsugaru” miał uzbrojenie zmniejszone do 4 uniwersalnych dział 127 mm, na korzyść zwiększenia ładunku min do 600. Dwie ostatnie jednostki określane bywają w literaturze jako krążowniki minowe. 
Jako krążownik minowy określa się też czasami radziecki stawiacz min „Marti” (przebudowany w 1936 z carskiego jachtu „Sztandart”), o wyporności 5655 ton i uzbrojeniu w 4 działa 130 mm i 320 min, rozwijał on jednak niewielką prędkość 14 węzłów. 
Pomimo mniejszej wielkości, krążownikami minowymi nazywano też czasami 6 brytyjskich szybkich stawiaczy min typu Abdiel (wyporność standardowa - 2650 ton, szybkość maksymalna 36 węzłów, uzbrojenie - 6 dział 102 mm, 150 min). 
Polski stawiacz min ORP „Gryf” nawiązywał częściowo do koncepcji krążownika minowego, mając wyjątkowo silne uzbrojenie z 6 dział 120 mm oraz 300 min (pierwotnie nawet 600 min), jednakże był nieco mniejszy (2227 t), wolniejszy (20 w) i nie był klasyfikowany w Polsce w taki sposób.

### Krążowniki przebudowane na stawiacze min
W czasie I wojny światowej, pewna liczba starych krążowników (m.in. brytyjskich, amerykańskich i japońskich) była przebudowana na stawiacze min. Nie były one jednak klasyfikowane jako krążowniki minowe (chociaż amerykańskie okręty nosiły sygnatury CM - Cruiser-Minelayer). Podczas II wojny światowej został tak przebudowany stary radziecki krążownik „Komintern” (195 min).

### Krążowniki lekkie dostosowane do stawiania min
Oprócz krążowników minowych, niektóre z krążowników lekkich mogły stawiać do kilkudziesięciu lub nawet więcej min, nie było to jednak ich podstawowym zadaniem. Między innymi, wszystkie niemieckie krążowniki lekkie z czasów I wojny światowej począwszy od typu Kolberg mogły stawiać po 100–120, a ostatni typ Cöln nawet 200 min. Również wszystkie lekkie krążowniki niemieckie z okresu międzywojennego i II wojny światowej mogły stawiać po 120 min. Podobnie wszystkie włoskie lekkie krążowniki okresu międzywojennego i II wojny światowej mogły przenosić od 84 do 146 min. Francuski słabo opancerzony krążownik lekki „Emile Bertin” zabierał do 84 min, przy tym również klasyfikowany był we Francji jako krążownik – stawiacz min. Japońskie krążowniki lekkie budowane w okresie międzywojennym (typów od Tenryū do Sendai i „Yūbari”) mogły przenosić standardowo do 48 min. Z takich możliwości korzystały też mniejsze marynarki, posiadające mniej okrętów, np. szwedzki nietypowy krążownik lotniczy HMS „Gotland” z 1934 mógł zabrać do 100 min, a grecki „Elli” – 110 min. Podobnie radzieckie krążowniki lekkie i ciężkie z okresu międzywojennego były przystosowane do przenoszenia 90–100 min.